# Lista nagród i nominacji Pussycat Dolls
Lista nagród i nominacji Pussycat Dolls

## Grammy Awards
| nr. | Rok  | Kategoria                                         | Za utwór  | Rezultat  |
| 1   | 2007 | Best Pop Performance by a Duo or Group with Vocal | Stickwitu | Nominacja |
| --- | ---- | ------------------------------------------------- | --------- | --------- |

## inMusic Awards (Canada)
| nr. | Rok  | Kategoria        | Za utwór        | Rezultat |
| 1   | 2008 | Sexiest Video    | When I Grow Up  | Wygrana  |
| 1   | 2008 | Best Album Award | Doll Domination | Wygrana  |
| --- | ---- | ---------------- | --------------- | -------- |

## MTV Asia Awards
| nr. | Rok  | Kategoria                    | Rezultat  |
| 1   | 2006 | Favorite Breakthrough Artist | Nominacja |
| --- | ---- | ---------------------------- | --------- |

## MTV Australia Video Music Awards
| nr. | Rok  | Kategoria        | Za utwór           | Rezultat |
| 1   | 2006 | Best Group Video | Don't Cha          | Rezultat |
| 2   | 2007 | Sexiest Video    | I Don't Need a Man | Rezultat |
| 3   | 2007 | Best Hook Up     | Buttons            | Rezultat |
| --- | ---- | ---------------- | ------------------ | -------- |

## MTV Europe Music Awards
| nr. | Rok  | Kategoria            | Za utwór       | Rezultat  |
| 1   | 2008 | Act of 2008          | -              | Nominacja |
| 2   | 2008 | Best Act Ever        | -              | Nominacja |
| 3   | 2008 | Most Addictive Track | When I Grow Up | Nominacja |
| --- | ---- | -------------------- | -------------- | --------- |

## MTV Video Music Awards
| nr. | Rok  | Kategoria                    | Za utwór                    | Rezultat  |
| 1   | 2006 | Best Dance Video             | Buttons                     | Wygrana   |
| 2   | 2006 | Best Choreography in a Video | Buttons                     | Nominacja |
| 3   | 2008 | Best Dancing in a Video      | When I Grow Up              | Wygrana   |
| 4   | 2009 | Best Choreography            | Jai Ho (You Are My Destiny) | Nominacja |
| --- | ---- | ---------------------------- | --------------------------- | --------- |

## Soul Train Awards
| nr. | Rok  | Kategoria                                | Za utwór  | Rezultat  |
| 1   | 2007 | Best R&B Single by a Group, Band, or Duo | Stickwitu | Nominacja |
| --- | ---- | ---------------------------------------- | --------- | --------- |

## TMF Awards

### Belgia
| nr. | Rok  | Kategoria                | Album | Rezultat |
| 1   | 2006 | Best Album International | PCD   | Wygrana  |
| --- | ---- | ------------------------ | ----- | -------- |

### Holandia
| nr. | Rok  | Kategoria                     | Rezultat |
| 1   | 2006 | Best New International Artist | Wygrana  |
| --- | ---- | ----------------------------- | -------- |

## American Music Awards
| nr. | Rok  | Kategoria                        | Rezultat  |
| 1   | 2006 | Favorite Pop/Rock Band           | Nominacja |
| 2   | 2006 | Favorite New Breakthrough Artist | Nominacja |
| --- | ---- | -------------------------------- | --------- |

## ECHO Awards
| nr. | Rok  | Kategoria         | Rezultat  |
| 1   | 2006 | Pop International | Nominacja |
| --- | ---- | ----------------- | --------- |

## Kid's Choice Awards
| nr. | Rok  | Kategoria      | Rezultat  |
| 1   | 2009 | Favorite Group | Nominacja |
| --- | ---- | -------------- | --------- |

## Los Premios MTV Latinoamérica
| nr. | Rok  | Kategoria                     | Rezultat  |
| 1   | 2006 | Best New Internacional Artist | Nominacja |
| --- | ---- | ----------------------------- | --------- |

## World Music Awards
| nr. | Rok  | Kategoria       | Rezultat  |
| 1   | 2006 | Best New Artist | Nominacja |
| --- | ---- | --------------- | --------- |